# Alyssa Conley
Alyssa Conley (* 27. April 1991 in Johannesburg) ist eine ehemalige südafrikanische Leichtathletin, die sich auf den Sprint spezialisiert hat. Mit der südafrikanischen 4-mal-100-Meter-Staffel wurde sie 2016 Afrikameisterin.

## Sportliche Laufbahn
Erste internationale Erfahrungen sammelte Alyssa Conley im Jahr 2007, als sie bei den Jugendweltmeisterschaften in Ostrava in 11,98 s den sechsten Platz im 100-Meter-Lauf belegte und über 200 Meter mit 24,40 s auf den achten Platz gelangte. Im Jahr darauf schied sie bei den Juniorenweltmeisterschaften in Bydgoszcz mit 24,44 s in der ersten Runde im 200-Meter-Lauf aus und verpasste mit der südafrikanischen 4-mal-100-Meter-Staffel mit 46,37 s den Finaleinzug. 2009 gewann sie bei den Juniorenafrikameisterschaften in Bambous in 12,17 s die Silbermedaille über 100 Meter und siegte in 25,55 s über 200 Meter. Zudem gewann sie mit der Staffel in 48,73 s die Bronzemedaille. Nach mehreren erfolglosen Jahren und einer mehrjährigen Wettkampfpause gewann sie 2016 bei den Afrikameisterschaften in Durban in 22,84 s die Silbermedaille über 200 Meter hinter der Ivorerin Marie-Josée Ta Lou und wurde im Vorlauf über 100 Meter wegen eines Fehlstarts disqualifiziert. Zudem siegte sie mit der 4-mal-100-Meter-Staffel in 43,66 s gemeinsam mit Tebogo Mamathu, Tamzin Thomas und Carina Horn. Anschließend nahm sie an den Olympischen Sommerspielen in Rio de Janeiro teil und schied dort mit 11,57 s und 23,17 s jeweils in der ersten Runde über 100 und 200 Meter aus. 2018 bestritt sie ihre letzten offiziellen Wettkämpfe und beendete daraufhin ihre aktive sportliche Karriere im Alter von 27 Jahren.
In den Jahren 2013, 2016 und 2017 wurde Conley südafrikanische Meisterin im 100-Meter-Lauf sowie 2016 und 2017 auch über 200 Meter und 2013 und 2016 in der 4-mal-100-Meter-Staffel.

## Persönliche Bestleistungen
- 100 Meter: 11,23 s (+0,6 m/s), 29. Mai 2016 in Gavardo
- 200 Meter: 22,84 s (+1,2 m/s), 26. Juni 2016 in Durban